# Kolalakunte, Tumkur
Kolalakunte là một làng thuộc tehsil Tumkur, huyện Tumkur, bang Karnataka, Ấn Độ.